# فاطمة تمام

فاطمة تمام محمود هي أول سيدة في مصر تتولى رئيس الإدارة المركزية لحدائق الحيوان في يناير 2011 ، كما كانت ثاني سيدة في مصر تتولى مدير عام لحديقة حيوان الجيزة.

## الدراسة
- بكالوريوس الطب البيطري، جامعة القاهرة 1980
- دبلوم في الحياة البرية، جامعة القاهرة 1991
- ماجستير في سلوكيات النعام في الأسر، جامعة القاهرة 1994
- مدرب معتمد من «الصندوق الدولي لرعاية الحيوان» (بالإنجليزية: IFAW)

مشاركة فاطمة تمام في مؤتمر السايتس لعام 2013